# Flaga Umm al-kajwajn

Flaga Umm al-kajwajn

Flaga emiratu Umm al-Kajwajn jest prostokątna, czerwona z białym półksiężycem z gwiazdą. W części czołowej (od masztu) biały pionowy pas o szerokości 1/4 długości flagi.
Początkowo flaga emiratu była cała czerwona. W 1820 roku dodano biały pas, a półksiężyc z gwiazdą umieszczono na fladze w 1961 roku.

## Literatura
- A. Znamierowski. "Flagi świata". Horyzont.Warszawa 2002. ISBN 83-7311-410-6.